# 菲利普·德尔里厄
菲利普·德尔里厄（法語：Philippe Delrieu，1959年8月10日—），法国男子击剑运动员。他曾代表法国参加1984年和1988年夏季奥林匹克运动会击剑比赛，其中1984年奥运会获得一枚银牌。